# Cydrela schoemanae
Cydrela schoemanae är en spindelart som beskrevs av Rudy Jocqué 1991. Cydrela schoemanae ingår i släktet Cydrela och familjen Zodariidae. Inga underarter finns listade i Catalogue of Life.